# Departure (저니의 음반)
| 전문가 평가   | 전문가 평가 |
| 평가 점수     | 평가 점수   |
| 출처          | 점수        |
| ------------- | ----------- |
| AllMusic      | [ 1 ]       |
| Rolling Stone | (favorable) |

《Departure》는 미국의 록 밴드 저니의 여섯 번째 스튜디오 음반이다. 1980년 2월 29일, 컬럼비아 레코드에 의해 발매되었다.
《Departure》는 그 시점까지 저니의 가장 높은 차트 음반으로, 빌보드 200 차트 10위 안에 첫 등장하며, 8위를 기록했다. 이 음반에는 리드 오프 트랙이자 톱 25 싱글인 〈Any Way You Want It〉이 포함되어 있다.
이 음반은 부분적으로 곡들이 녹음된 "라이브 인 스튜디오" 방식 덕분에 더 엣지 있는 사운드를 특징으로 했다. 밴드는 오토매트 스튜디오에 19개의 트랙으로 들어갔고, 결국 12개로 줄였다.

## 배경
《Departure》는 창립 멤버 그렉 롤리의 마지막 정규 스튜디오 음반 출연을 의미하며, 밴드와의 마지막 두 번째 녹음은 1980년에 발매될 동명의 일본 영화의 사운드트랙 음반인 《Dream, After Dream》에 등장할 것이다. 롤리는 길에서의 삶에 싫증을 느꼈고, 그의 후임자인 당시 베이비스의 조나단 케인의 선택을 도운 후 밴드를 떠나기로 결정했다. 롤리는 발라드 〈Someday Soon〉에서 한 곡만 리드 보컬을 불렀다.
1986년 컬럼비아 레코드는 미국과 유럽에서 콤팩트 디스크의 출발을 재발행했다. 그들은 그 후 1996년에 그 음반을 리마스터했다. BMG/컬럼비아는 유럽, 일본, 미국 청취자들을 위해 2006년에 다시 출발을 리마스터했고, 보너스 트랙 〈Natural Thing〉과 〈Little Girl〉을 추가했다. 뉴욕의 DNA 마스터링의 데이브 도넬리는 2006년 프로젝트를 이끌었다.

## 곡 목록
| #  | 제목                    | 작사·작곡             | 재생 시간 |
| -- | ----------------------- | --------------------- | --------- |
| 1. | 〈Any Way You Want It〉 | 스티브 페리, 닐 숀    | 3:22      |
| 2. | 〈Walks Like a Lady〉   | 페리                  | 3:17      |
| 3. | 〈Someday Soon〉        | 페리, 그렉 롤리, 숀   | 3:32      |
| 4. | 〈People and Places〉   | 페리, 숀, 로스 발로리 | 5:05      |
| 5. | 〈Precious Time〉       | 페리, 숀              | 4:49      |

| #   | 제목                  | 작사·작곡               | 재생 시간 |
| --- | --------------------- | ----------------------- | --------- |
| 6.  | 〈Where Were You〉    | 페리, 숀                | 3:01      |
| 7.  | 〈I'm Cryin'〉        | 페리, 롤리              | 3:43      |
| 8.  | 〈Line of Fire〉      | 페리, 숀                | 3:06      |
| 9.  | 〈Departure〉         | 숀                      | 0:38      |
| 10. | 〈Good Morning Girl〉 | 페리, 숀                | 1:44      |
| 11. | 〈Stay Awhile〉       | 페리, 숀                | 2:48      |
| 12. | 〈Homemade Love〉     | 페리, 숀, 스티브 스미스 | 2:54      |

## 인증
| 국가                       | 인증        | 판매량/출하량 |
| -------------------------- | ----------- | ------------- |
| 미국 (RIAA)                | 3× 플래티넘 | 3,000,000^    |
| ^출하량을 기반으로 한 인증 |             |               |